# NGC 6605
NGC 6605 is een open sterrenhoop in het sterrenbeeld Slang. Het hemelobject werd op 31 juli 1826 ontdekt door de Britse astronoom John Herschel.

## Synoniemen
- OCL 47